# Nicolas Melcher
Nicolas Melcher (* 14. August 1998) ist ein österreichischer American-Football-Spieler auf der Position des Defensive Ends.

## Werdegang
Melcher begann bei den Carinthian Eagles in Villach mit dem American Football und kam dabei zunächst als Runningback zum Einsatz. Zur AFL-Saison 2018 wechselte er zu den Swarco Raiders Tirol nach Innsbruck, wo er die Defensive Line verstärkte. Dort gewann er in seinem ersten Jahr den CEFL Bowl, das European Superfinal und die Austrian Bowl. 2018 war er zudem Teil der österreichischen Nationalmannschaft, die in Vantaa Vize-Europameister wurde. Nachdem er mit den Raiders 2019 erneut das Triple aus CEFL Bowl, European Superfinal und österreichische Meisterschaft gewonnen hatte, unterlagen sie 2021 in der CEFL den Schwäbisch Hall Unicorns. In der AFL-Saison trug Melcher mit 18,0 Tackles, drei Sacks und zwei Forced Fumbles in acht Spielen aber dazu bei, eine weitere Austrian Bowl zu gewinnen.
Für die Saison 2022 unterschrieb Melcher einen Vertrag bei den Raiders Tirol, die 2022 erstmals als Franchise in der European League of Football antraten. Melcher war die gesamte Saison Ersatzspieler, der durch Rotation zu Einsatzzeit kam. In elf Spielen erzielte er zweieinhalb Sacks. Mit den Raiders erreichte er das Halbfinale, das jedoch gegen die Hamburg Sea Devils verloren ging. Im November 2022 gaben die Raiders bekannt, den Vertrag mit Melcher um eine weitere Saison verlängert zu haben.

## Erfolge
- Österreichischer Staatsmeister (2018, 2019, 2021)
- Central European Football League Meister (2018, 2019)
- European Superfinal Meister (2018, 2019)
- Vize-Europameister (2018)

## Statistiken
| Jahr                            | Team          | Spiele | Starts | Tackles | Tackles | Tackles | Tackles | Tackles | Passverteidigung | Passverteidigung | Passverteidigung | Passverteidigung | Passverteidigung | Fumbles | Fumbles | Fumbles |
| Jahr                            | Team          | Spiele | Starts | Total   | Solo    | Ast     | TFL     | Sack    | INT              | Yds              | TD               | BrUp             | PD               | FF      | FR      | TD      |
| ------------------------------- | ------------- | ------ | ------ | ------- | ------- | ------- | ------- | ------- | ---------------- | ---------------- | ---------------- | ---------------- | ---------------- | ------- | ------- | ------- |
| European League of Football     |               |        |        |         |         |         |         |         |                  |                  |                  |                  |                  |         |         |         |
| 2022                            | Raiders Tirol | 11     | 0      | 15      | 10      | 5       | 4,5     | 2,5     | 0                | 0                | 0                | 0                | 0                | 0       | 0       | 0       |
| 2023                            | Raiders Tirol | 3      | 0      | 7       | 3       | 4       | 3,0     | 1,0     | 0                | 0                | 0                | 0                | 0                | 0       | 0       | 0       |
| ELF Gesamt                      | ELF Gesamt    | 14     | 0      | 22      | 13      | 9       | 7,5     | 3,5     | 0                | 0                | 0                | 0                | 0                | 0       | 0       | 0       |
| Quellen: sportsmetrics.football |               |        |        |         |         |         |         |         |                  |                  |                  |                  |                  |         |         |         |

## Privates
Melcher studiert Chemie an der Universität Innsbruck.